# 志村魂
『志村魂』（しむらこん）は、2006年から2019年まで、志村けんが主催・主演していた舞台演劇である。

## 概要
常日頃から「舞台をやりたい」「コントがやりたい」と言う志村の願いを周りが叶えた舞台。総合演出をラサール石井が務めた。
協賛は当時志村がイメージキャラクターを務めていた、パチンコメーカーのSANKYO。
オープニングは、「バカ殿様」を1時間、各演出家によるショートコントを1時間、休憩を挟み、2部は志村の三味線披露と、志村が心から尊敬する藤山寛美の松竹新喜劇のリメイク、アンコールとして変なおじさんで締める。
2年毎に公演内容を一新しており、志村魂1及び2では松竹新喜劇「一姫二太郎三かぼちゃ」、3及び4では「人生双六」、5及び6では「初午の日に」、7及び8では「先ず健康」が演じられている。9及び10では「一姫二太郎三かぼちゃ」、11及び12では「先ず健康」が再演され、13及び14では「一姫二太郎三かぼちゃ」が再々演された。

### 姉妹公演「志村けん笑」
本公演と連動して、コント中心の公演である「志村けん笑（西暦）」が年2～3ケ所、地方都市を中心に開催されていた。
2020年は8月には静岡県と山形県で開催される予定となっていたが、後述する志村の急死により中止となった。

### 志村の急死と第15回公演中止、終幕
2020年8月に明治座・御園座・新歌舞伎座にて第15回公演が行われる予定だった。しかし、志村が同年3月29日夜に新型コロナウイルス肺炎で逝去（70歳没）したことにより、関係各所で協議の末、5月1日、やむなく公演中止と決定した。この結果として、2019年を最後に14年の歴史に幕を下ろす事となった。

## 公演履歴
- 2006年4月 「志村魂」：東京芸術劇場及び中日劇場[6]
- 2007年6月 - 7月 「志村魂2」：東京芸術劇場及び中日劇場
- 2008年5月 - 7月 「志村魂3」：天王洲銀河劇場及び中日劇場、他札幌、新潟、高知、神戸、仙台、福岡の全国8か所
- 2009年7月 「志村魂4」：天王洲銀河劇場及び中日劇場
- 2010年7月 - 8月 志村けん一座第5回公演「志村魂－初午の日に－」：天王洲銀河劇場及び中日劇場、他広島、福岡の全国4か所
- 2011年7月 志村けん一座第6回公演「志村魂－初午の日に－」再び!：天王洲銀河劇場及び中日劇場
- 2012年6月 - 7月 志村けん一座第7回公演「志村魂－先づ健康－」：天王洲銀河劇場・中日劇場・金沢歌劇座・福岡市民会館
- 2013年6月 - 8月 志村けん一座第8回公演「志村魂－先づ健康－」再び!：天王洲銀河劇場・中日劇場・神戸国際会館・金沢本多の森ホール・キャナルシティ劇場
- 2014年7月 - 8月 志村けん一座第9回公演「志村魂－一姫二太郎三かぼちゃ－」：天王洲銀河劇場・中日劇場・明治座、他 新潟、福井、岡山、長崎、金沢の全国8か所
- 2015年7月 - 8月 志村けん一座第10回公演「志村魂－一姫二太郎三かぼちゃ－」：明治座及び中日劇場、他 明石、松江、松山の全国5か所
- 2016年7月 - 8月 志村けん一座第11回公演「志村魂－先づ健康－」：明治座・中日劇場・新歌舞伎座（一部中止）
- 2017年7月 - 8月 志村けん一座第12回公演「志村魂－先づ健康－」：明治座・中日劇場・新歌舞伎座・福岡サンパレス
- 2018年7月 - 9月 志村けん一座第13回公演「志村魂－一姫二太郎三かぼちゃ－」：明治座・御園座・新歌舞伎座
- 2019年7月 - 8月 志村けん一座第14回公演「志村魂－一姫二太郎三かぼちゃ－」：明治座・御園座・新歌舞伎座

## 出演
| - 志村けん（主演） - 地井武男（1,2） - ダチョウ倶楽部（1 - 14） - 池田成志（1） - 山口もえ（1） - 清水宏（1 - 3） - 池田鉄洋（1） - 西村直人（1 - 14） - 及川奈央（1） - くまきりあさ美（1,4） - 小森未来（1） - 種子（1 - 14） - 由夏（1 - 10） - 二木奈緒（1） - 久下恵美（1） | - 木村智早（1） - 坂本あきら（1 - 14） - 多岐川裕美（1） - 森下千里（2） - 乾き亭げそ太郎（2 - 8） - 木村靖司（2） - 吉井怜（2） - 小林恵美（2 - 6） - 高橋千佳（2 - 8） - 池谷京子（2,3） - 北林明日香（2 - 12） - 水島麻由（2,3） - 田原恵美（キーボード）（1 - 4） - 美保純（2） - 桑野信義（3 - 14） | - 原史奈（3） - 相澤仁美（3） - 野添義弘（3 - 14） - 山田将之（3 - 8,11 - 14） - 初弥志保（3） - あめくみちこ（3,4） - みひろ（4 - 9） - 染谷妃波（4 - 7） - 川村理沙（4 - 14） - 磯山さやか（5 - 14） - 小宮円（キーボード）（5,6） - いしのようこ (7 - 9) - 磯貝真由（ギター） (7,8) - 鈴木奈苗 (8 - 11) - 池田夏希（9 - 12） | - 南野陽子 (10) - 麻美ゆま (10 - 14) - 本田梨乃 (10) - 中村かおり（キーボード）(10,11) - 大場久美子 (11,12) - 大久保芽依 (12) - SATOKO MORI (12 - 14) - 浅香唯 (13) - 高嶋香帆 (13,14) - 加島ちかえ (13,14) - 野々宮ミカ (13,14) - 森尾由美 (14) |

## 脚本・演出
- ラサール石井（1 - 14） - 脚本・総合演出[1][6]
- 朝長浩之（1 - 14） - 脚本[1][6]
- ケラリーノ・サンドロヴィッチ（1） - 脚本[1][6]
- 妹尾匡夫（1） - 脚本[1][6]

## スタッフ
- 原作：茂林寺文福／舘直志（合作）
- 脚本、総合演出：ラサール石井
- 脚本：朝長浩之
- 監修：志村康徳
- 美術：堀尾幸男
- 照明：五十嵐正夫
- 音響：山本浩一／武田安記
- 音楽：長谷川雅大
- 振付：川崎悦子
- 舞台監督：

- プロデューサー：池田道彦（8まで）
- 主催：フジテレビジョン（9以降は会場ごとに異なる）[7]
- 特別協賛：株式会社SANKYO
- 制作協力：イザワオフィス
- 制作：ネルケブレインズアンドハーツ、オフィスプロペラ(10)[8]
- 運営：東京音協（東京公演）
- 企画製作：アトリエ・ダンカン（2013年の8まで。9はイザワオフィス）、オフィスプロペラ(11)

### 使用された化粧品
24hコスメ(24hコスメ公式ホームページに記載)